# Branscourt
Branscourt is een gemeente in het Franse departement Marne (regio Grand Est) en telt 260 inwoners (1999). De plaats maakt deel uit van het arrondissement Reims.

## Geografie
De oppervlakte van Branscourt bedraagt 3,7 km², de bevolkingsdichtheid is 70,3 inwoners per km².
De onderstaande kaart toont de ligging van Branscourt met de belangrijkste infrastructuur en aangrenzende gemeenten.

## Demografie
Onderstaande figuur toont het verloop van het inwonertal (bron: INSEE-tellingen).